# Монковарсько
Монковарсько (пол. Mąkowarsko, нім. Mönkenwerth) — село в Польщі, у гміні Короново Бидґозького повіту Куявсько-Поморського воєводства.
Населення — 1291 особа (2011).

## Демографія
Демографічна структура станом на 31 березня 2011 року:
|          | Загалом | Допрацездатний вік | Працездатний вік | Постпрацездатний вік |
| -------- | ------- | ------------------ | ---------------- | -------------------- |
| Чоловіки | 662     | 129                | 474              | 59                   |
| Жінки    | 629     | 126                | 360              | 143                  |
| Разом    | 1291    | 255                | 834              | 202                  |